# Hadrianus V
Hadrianus V, född Ottobono de' Fieschi 1205 i Genua, död 18 augusti 1276 i Viterbo, var påve från den 11 juli till den 18 augusti 1276. 

## Biografi
Ottobono de' Fieschi föddes i Genua, och var syskonbarn till Innocentius IV. I december 1251 upphöjdes Fieschi till kardinal med Sant'Adriano al Foro som diakonia. Mellan 1265 och 1268 var han påvlig legat i England, där han bland annat sökte medla mellan kung Henrik III och dennes feodalherrar.
Kardinal Fieschi valdes den 11 juli 1276 till påve och antog namnet Hadrianus V, men han dog redan den 18 augusti samma år. Då Hadrianus V inte hann bli prästvigd och följaktligen inte heller biskopsvigd innan han avled, ansågs han tidigare inte fullt ut kunna räknas som en legitim innehavare av påvevärdigheten, främst med tanke på att påven även fungerar som biskop av Rom. Det enda han hann utföra som påve var att återkalla Gregorius X:s stadga om påvevalet, men han hann däremot aldrig utfärda några nya bestämmelser i stället. 
Hadrianus V är gravsatt i kyrkan San Francesco alla Rocca i Viterbo. Arnolfo di Cambio utförde hans gravmonument.

## Bilder

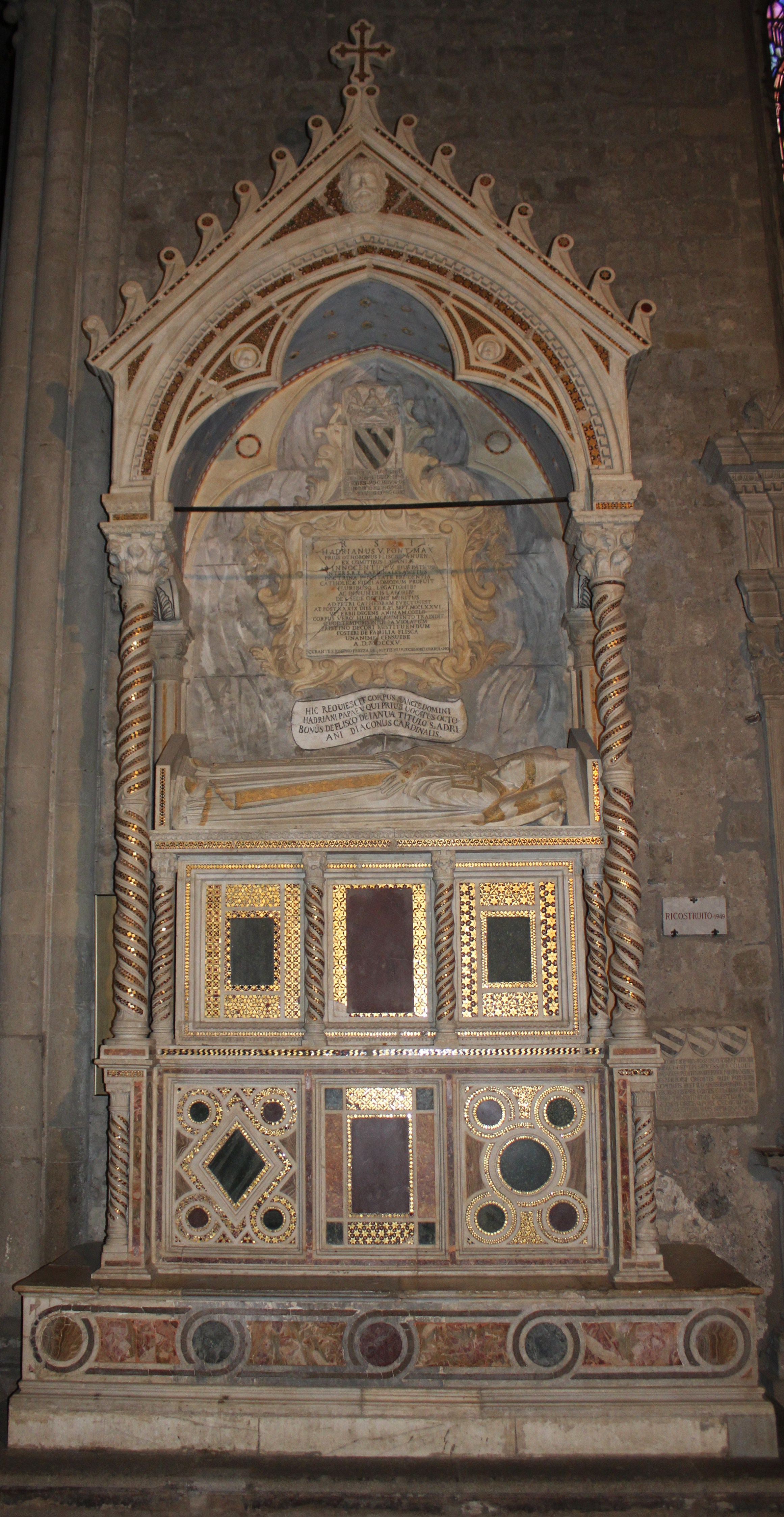
Hadrianus V:s gravmonument.